# Zygmunt Anczok
Zygmunt Anczok (* 14. března 1946, Lubliniec) je bývalý polský fotbalista, obránce.

## Fotbalová kariéra
Hrál v polské nejvyšší soutěži za Polonii Bytom a Górnik Zabrze. Nastoupil v 232 ligových utkáních. S Górnikem Zabrze získal v roce 1972 mistrovský titul i pohár. Dále hrál v USA za Chicago Cats a v Norsku za Skeid Fotball. V Poháru mistrů evropských zemí nastoupil v 6 utkáních a dal 1 gól. Za polskou reprezentaci nastoupil v letech 1965-1973 ve 48 utkáních. V roce 1972 byl členem vítězného polského týmu na olympiádě 1972, nastoupil ve všech utkáních.

## Ligová bilance
| Ročník              | Zápasy | Góly | Klub          |
| ------------------- | ------ | ---- | ------------- |
| Ekstraklasa 1963/64 | 20     | 0    | Polonia Bytom |
| Ekstraklasa 1964/65 | 25     | 0    | Polonia Bytom |
| Ekstraklasa 1965/66 | 26     | 0    | Polonia Bytom |
| Ekstraklasa 1966/67 | 22     | 0    | Polonia Bytom |
| Ekstraklasa 1967/68 | 24     | 0    | Polonia Bytom |
| Ekstraklasa 1968/69 | 26     | 0    | Polonia Bytom |
| Ekstraklasa 1969/70 | 26     | 0    | Polonia Bytom |
| Ekstraklasa 1970/71 | 25     | 0    | Polonia Bytom |
| Ekstraklasa 1971/72 | 23     | 0    | Górnik Zabrze |
| Ekstraklasa 1972/73 | 8      | 0    | Górnik Zabrze |
| Ekstraklasa 1973/74 | 7      | 0    | Górnik Zabrze |
| 2. norská liga 1977 | -      | -    | Skeid Fotball |
| 1. norská liga 1978 | 14     | 0    | Skeid Fotball |
| 1. norská liga 1979 | -      | -    | Skeid Fotball |
| CELKEM 1. liga      | 246    | 0    |               |